# Jan Bärmark
Jan Bärmark, född 3 juli 1943, är professor emeritus i vetenskapsteori vid Göteborgs universitet.

## Biografi
Bärmark började studera vetenskapsteori under Håkan Törnebohm 1967, disputerade i ämnet 1976 samt blev docent 1979 och professor 2004. Bärmark är även känd buddhist och föreläser inom ämnet. Han har skrivit ett antal böcker och artiklar inom sitt forskningsområde. Han har även skrivit populärvetenskapliga och buddhistiska böcker, exempelvis böckerna Jag vet inte: självkännedom genom humor, buddhism och psykoterapi och Den läkande Buddha.

## Utmärkelser
- 2008 – Hallberg Margareta, red. Vi vet något: festskrift till Jan Bärmark. Göteborg: Institutionen för idéhistoria och vetenskapsteori, Göteborgs universitet. Libris 11298501. ISBN 9789197623919